# Avpanurgus flavofasciatus
Avpanurgus flavofasciatus är en biart som först beskrevs av Warncke 1972.  Avpanurgus flavofasciatus ingår i släktet Avpanurgus och familjen grävbin. Inga underarter finns listade.